# Raul Plassmann
Raul Guilherme Plassmann (Antonina, 27 settembre 1944) è un allenatore di calcio ed ex calciatore brasiliano, di ruolo portiere.

## Carriera

### Club
Raul iniziò la sua carriera da calciatore professionista nell'Atlético-PR, ma poco più tardi si trasferì al San Paolo. Poco utilizzato nel club di San Paolo del Brasile, abbandonò il club nel 1965 per trasferirsi al, Cruzeiro.
Nello Stato di Minas Gerais, Raul dimostrò il suo potenziale; vestendo le sue famose maglie gialle, diventò un idolo per la tifoseria.
Per tredici anni consecutivi fu il portiere del Cruzeiro; successivamente venne acquistato dal Flamengo, che, con Zico, Júnior, Leandro, Tita e Andrade, era una delle migliori squadre del Brasile.
Si ritirò nel 1983, con la maglia del Flamengo.

### Nazionale
Nonostante fosse stato uno dei portieri migliori in Brasile, giocò solo 8 partite in Nazionale tra il 1975 e 1980.

### Allenatore
Nel 1987 sembrò iniziare una carriera da allenatore guidando il Cruzeiro, ma solo nel 2003 tornò ad allenare, prima la Juventude e successivamente nel 2004 il Londrina.

## Palmarès

### Club

#### Competizioni nazionali
- Campionato brasiliano: 3

Flamengo: 1980, 1982, 1983
- Campionato Mineiro: 10

Cruzeiro:1965, 1966, 1967, 1968, 1969, 1972, 1973, 1974, 1975, 1977
- Taça Brasil: 1

Cruzeiro: 1966
- Campionato Carioca: 5

Flamengo: 1978, 1979, 1979 (Speciale), 1981
- Taça Guanabara: 5

Flamengo: 1978, 1979, 1980, 1981, 1982

#### Competizioni internazionali
- Coppa Libertadores: 2

Cruzeiro: 1976
Flamengo: 1981
- Coppa Intercontinentale: 1

Flamengo: 1981